# Canadá en la Copa Mundial de Fútbol de 1986
La selección de Canadá fue uno de los 24 países participantes en la Copa Mundial de Fútbol de 1986 realizada en México.
Por primera vez en su historia, Canadá tuvo éxito en la clasificación para una Copa Mundial de Fútbol, pero no tuvo la misma suerte en el torneo, pues, fue eliminado en la primera fase, obtuvo el último lugar y no marcó goles. Fue incluida en el Grupo C junto a Francia, Hungría y la Unión Soviética, siendo superado ante sus tres rivales.

## Clasificación

### Primera fase

#### Grupo 2
| Equipo    | Pts | PJ | PG | PE | PP | GF | GC | Dif |
| --------- | --- | -- | -- | -- | -- | -- | -- | --- |
| Canadá    | 7   | 4  | 3  | 1  | 0  | 7  | 2  | 5   |
| Guatemala | 5   | 4  | 2  | 1  | 1  | 7  | 3  | 4   |
| Haití     | 0   | 4  | 0  | 0  | 4  | 0  | 9  | -9  |

| Fecha               | Lugar               | Partido   | Partido              | Partido | Partido              | Partido   |
| ------------------- | ------------------- | --------- | -------------------- | ------- | -------------------- | --------- |
| 13 de abril de 1985 | Victoria            | Canadá    | Bandera de Canadá    | 2:0     | Bandera de Haití     | Haití     |
| 20 de abril de 1985 | Victoria            | Canadá    | Bandera de Canadá    | 2:1     | Bandera de Guatemala | Guatemala |
| 5 de mayo de 1985   | Ciudad de Guatemala | Guatemala | Bandera de Guatemala | 1:1     | Bandera de Canadá    | Canadá    |
| 8 de mayo de 1985   | Puerto Príncipe     | Haití     | Bandera de Haití     | 0:2     | Bandera de Canadá    | Canadá    |

### Fase final
| Equipo     | Pts | PJ | PG | PE | PP | GF | GC | Dif |
| ---------- | --- | -- | -- | -- | -- | -- | -- | --- |
| Canadá     | 6   | 4  | 2  | 2  | 0  | 4  | 2  | 2   |
| Honduras   | 3   | 4  | 1  | 1  | 2  | 6  | 6  | 0   |
| Costa Rica | 3   | 4  | 0  | 3  | 1  | 4  | 6  | -2  |

| Fecha                    | Lugar                 | Partido    | Partido               | Partido | Partido               | Partido    |
| ------------------------ | --------------------- | ---------- | --------------------- | ------- | --------------------- | ---------- |
| 17 de agosto de 1985     | Toronto               | Canadá     | Bandera de Canadá     | 1:1     | Bandera de Costa Rica | Costa Rica |
| 25 de agosto de 1985     | Tegucigalpa           | Honduras   | Bandera de Honduras   | 0:1     | Bandera de Canadá     | Canadá     |
| 1 de septiembre de 1985  | San José              | Costa Rica | Bandera de Costa Rica | 0:0     | Bandera de Canadá     | Canadá     |
| 14 de septiembre de 1985 | San Juan de Terranova | Canadá     | Bandera de Canadá     | 2:1     | Bandera de Honduras   | Honduras   |

## Jugadores
Entrenador:  Tony Waiters
| No. | Pos. | Jugador          | Fecha de nacimiento (edad)         | Apa. | Club                          |
| --- | ---- | ---------------- | ---------------------------------- | ---- | ----------------------------- |
| 1   | POR  | Tino Lettieri    | 27 de septiembre de 1957 (28 años) | 21   | Minnesota Strikers            |
| 2   | DEF  | Bob Lenarduzzi   | 1 de mayo de 1955 (31 años)        | 44   | Tacoma Stars                  |
| 3   | DEF  | Bruce Wilson     | 20 de junio de 1951 (34 años)      | 54   | Inex Toronto                  |
| 4   | MED  | Randy Ragan      | 7 de junio de 1959 (26 años)       | 32   | Toronto Blizzard              |
| 5   | DEF  | Terry Moore      | 2 de junio de 1958 (27 años)       | 11   | Glentoran                     |
| 6   | DEF  | Ian Bridge       | 18 de septiembre de 1959 (26 años) | 20   | La Chaux-de-Fonds             |
| 7   | DEL  | Carl Valentine   | 4 de julio de 1958 (27 años)       | 3    | Cleveland Force               |
| 8   | MED  | Gerry Gray       | 20 de enero de 1961 (25 años)      | 22   | Chicago Sting                 |
| 9   | DEL  | Branko Šegota    | 8 de junio de 1961 (24 años)       | 11   | San Diego Sockers             |
| 10  | DEL  | Igor Vrablic     | 19 de julio de 1965 (20 años)      | 27   | Seraing                       |
| 11  | MED  | Mike Sweeney     | 25 de diciembre de 1959 (26 años)  | 26   | Cleveland Force               |
| 12  | DEF  | Randy Samuel     | 23 de diciembre de 1963 (22 años)  | 25   | PSV                           |
| 13  | DEL  | George Pakos     | 14 de agosto de 1952 (33 años)     | 22   | Victoria Athletic Association |
| 14  | DEL  | Dale Mitchell    | 21 de abril de 1958 (28 años)      | 26   | Tacoma Stars                  |
| 15  | MED  | Paul James       | 11 de noviembre de 1963 (22 años)  | 30   | Monterrey                     |
| 16  | MED  | Greg Ion         | 12 de marzo de 1963 (23 años)      | 5    | Los Angeles Lazers            |
| 17  | MED  | David Norman     | 6 de mayo de 1962 (24 años)        | 22   | Tacoma Stars                  |
| 18  | MED  | Jamie Lowery     | 15 de enero de 1961 (25 años)      | 5    | Tacoma Stars                  |
| 19  | DEF  | Pasquale de Luca | 26 de mayo de 1962 (24 años)       | 19   | Cleveland Force               |
| 20  | DEF  | Colin Miller     | 4 de octubre de 1964 (21 años)     | 7    | Rangers                       |
| 21  | POR  | Sven Habermann   | 3 de noviembre de 1961 (24 años)   | 11   | Inex Toronto                  |
| 22  | POR  | Paul Dolan       | 16 de abril de 1966 (20 años)      | 20   | Edmonton Brick Men            |

## Partidos de la selección en el mundial

### Grupo C
| Equipo          | Pts | PJ | PG | PE | PP | GF | GC |
| --------------- | --- | -- | -- | -- | -- | -- | -- |
| Unión Soviética | 5   | 3  | 2  | 1  | 0  | 9  | 1  |
| Francia         | 5   | 3  | 2  | 1  | 0  | 5  | 1  |
| Hungría         | 2   | 3  | 1  | 0  | 2  | 2  | 9  |
| Canadá          | 0   | 3  | 0  | 0  | 3  | 0  | 5  |

| 1 de junio de 1986 | Canadá | 0:1 (0:0) | Francia   | Estadio Nou Camp, León                                           |                                                                  |
|                    |        | Reporte   | Papin 79' | Asistencia: 65.500 espectadores Árbitro(s): Hernan Silva (Chile) | Asistencia: 65.500 espectadores Árbitro(s): Hernan Silva (Chile) |

| 6 de junio de 1986 | Hungría                   | 2:0 (1:0) | Canadá | Estadio Irapuato, Irapuato                                          |                                                                     |
|                    | Esterházy 2' · Détári 75' | Reporte   |        | Asistencia: 13.800 espectadores Árbitro(s): Jamal Al-Sharif (Siria) | Asistencia: 13.800 espectadores Árbitro(s): Jamal Al-Sharif (Siria) |

| 9 de junio de 1986 | Unión Soviética           | 2:0 (0:0) | Canadá | Estadio Irapuato, Irapuato                                        |                                                                   |
|                    | Blokhin 58' · Zavarov 74' | Reporte   |        | Asistencia: 14.200 espectadores Árbitro(s): Idrissa Traore (Mali) | Asistencia: 14.200 espectadores Árbitro(s): Idrissa Traore (Mali) |